# بورلیا
بورلیاها (به انگلیسی: borrelia) سرده‌ای از باکتری‌های اسپیروکت هستند که ظاهری خمیده و دراز دارند. بورلیاها عامل بیماری بورلیوزیس هستند. خمیدگی این نوع از باکتری‌ها به شکل نامنظم است و در لامی که از نمونهٔ خون بیمار تهیه شده‌است شکل ثابتی ندارد و در اشکال مختلف انحنا یافته‌است. این باکتری جزء باسیل‌های گرم منفی می‌باشد که البته برای رنگ‌آمیزی آن از رنگ‌آمیزی خاصی استفاده می‌شود و از ترکیب نیترات نقره آمونیاکی (رنگ آمیزی فونتانا) استفاده می‌شود یا از رنگ آمیزی گیمسا استفاده می‌کنند.

## بیماریزایی
بورلیاها دارای ۳۶ گونه‌است. در خانوادهٔ بورلیا، حداقل سه گونه آن ایجاد بیماری لایم یا بورلیوزیز می‌کند که مهم‌ترین عامل آن در آمریکا گونه‌های بورگدورفری(به انگلیسی: burgdorferi)، و اصلی‌ترین عامل در اروپا بورلیا آفزلی (به انگلیسی: afzelii) و بورلیا گارینی (به انگلیسی: garinii) هستند؛ گونهٔ ریکارنتیس (به انگلیسی: recurrentis) تب راجعهٔ اپیدمیک (یا تب راجعهٔ شپشی)Epidemic louse-borne relapsing fever (LBRF) را ایجاد می‌کند.
همچنین برخی گونه‌های بورلیا تب راجعهٔ اندمیک ایجاد می‌کنند مانند بورلیا duttonii عامل تب راجعه ناشی از نیش کنه اندمیک شرق آفریقا (Endemic East African tick-borne relapsing fever).

## اپیدمیولوژی
در اپیدمیولوژی این باکتری‌ها حشرات دخالت دارند، باید توجه داشت که گونه‌های مختلف مانند ریکارنتیس، بورگدورفری و بورلیا هرمسی(به انگلیسی: Borrelia hermsii) از لحاظ مخزن، عفونت‌زایی و ناقل با هم تفاوت دارند.
حیوان ناقل در تب راجعهٔ اپیدمیک یک نوع شپش به نام پدیکولوس هیومنوس(به انگلیسی: pediculus humanus) است و مخزن آن انسان است.
حیوان ناقل تب راجعهٔ اندمیک کنه‌های ارنیتودوروس (به انگلیسی: ornithodoros) می‌باشد؛ و مخزن آن جوندگان است. در واقع این نوع کنه از خون جوندهٔ بیمار می‌مکد سپس انسان را نیش می‌زند و به این ترتیب وی را آلوده می‌کند. البته حیواناتی مانند گاو، شتر و گوسفند نیز مخزن بیماری به‌حساب می‌آیند.
حیوان ناقل بورگدورفری هم، جوندگان هستند و علاوه بر جوندگان، حیوانات حیات وحش مانند گوزن، آهو، خرگوش و… که در طبیعت آلوده شده‌اند نیز، به‌عنوان مخزن در نظر گرفته‌می‌شوند. سپس کنه ای به نام سفت‌کنه (کنه‌ای با پوست سخت) در انتقال بیماری لایم به انسان‌ها نقش ایفا می‌کند.

## مبارزه با بورلیاها
برای مبارزه با این باکتری‌ها باید علاوه بر درمان بیماران آلوده با این باکتری، منبع، مخزن و ناقلین این باکتری‌ها نیز کنترل شود. روش‌هایی هم‌چون سم‌پاشی (برای حشرات)، طعمه‌گذاری (برای جوندگان و حیوانات موذی) می‌توانند کارساز باشند.